# Appuna landskommun
Appuna landskommun var en tidigare kommun i Östergötlands län.

## Administrativ historik
När 1862 års kommunalförordningar trädde i kraft inrättades i Sverige cirka 2 500 kommuner. Huvuddelen av dessa var landskommuner (baserade på den äldre sockenindelningen), vartill kom 89 städer och åtta köpingar. I Appuna socken i Göstrings härad i Östergötland inrättades då denna kommun.
Vid kommunreformen 1952 uppgick denna  i Folkunga landskommun. Denna upplöstes 1971 varvid denna del uppgick i Mjölby kommun.